# 瓦盧杰航空592號班機空難
瓦盧杰航空592號班機在1996年5月11日下午2點04分從邁阿密的邁阿密國際機場到亞特蘭大的途中墜毀於佛羅里達州的大沼澤地中，機上110人全部罹難。

## 背景
瓦盧杰航空是美國一家廉價航空公司，成立於1992年。公司名字「Valujet」意譯為「超值的噴射機」。由於乘客在登機後只會獲發一包花生，因此瓦盧杰航空亦被乘客暱稱為「花生航空」（Peanut Airlines）。瓦盧杰航空當時的機隊主要是DC-9，亦有少數的MD-80，大多數皆為二手飛機。其員工受到很有限的培訓，飛機維護及其他工作皆有承包商擔負。1995年，該公司由於其低劣的飛安記錄而被美軍拒絕參與轉運人員的任務，而且美國聯邦航空管理局（FAA）的官員打算讓其停飛。
1986年，ATA航空一架DC-10客機因為制氧器起火而在芝加哥奧黑爾國際機場焚毀。1988年2月3日，美國航空132號班機（麥道MD-80）發生了與後來瓦盧杰航空592號班機相似的事故：貨艙在飛行途中發生大火，起於其中搭載的危險品（從制氧器開始）但是飛機成功迫降。
美航132號班機事故之後，美國國家運輸安全委員會（NTSB）向FAA提議所有D級貨艙都要裝配煙霧感應器和滅火系統。

## 事發經過
飛往亞特蘭大的瓦盧杰航空592號是一架擁有27年機齡的DC-9，當天起飛後，駕駛員和乘客都沒發現前貨艙失火，火越燒越大，使整個地板下都著火了。後來的黑盒錄音亦記錄了來自機艙的急速呼叫：「失火了！失火了！」。最後，濃霧把全機上的人都薰昏。9分鐘後，這架失控的DC-9以垂直姿態墜毀在佛羅里達州的大沼澤地國家公園，機上110人全數罹難。而這也是大沼澤地國家公園第三次發生空難，1972年的東方航空401號班機，就在本次空難約6公里處墜毀，造成101人死亡。

## 調查及原因
美國國家運輸安全委員會調查發現，該飛機D級貨艙放了144個過期但未妥善處理的氧氣生成裝置，釋放氧氣的同時產生高溫點燃，並燒到一旁的輪胎，才引發一連串的事件。這批裝置是由賽博科技公司（SaberTech）裝箱運進飛機的，但是其員工並未受過相關的訓練，裝箱單上僅僅簡單註明「空氧氣瓶」。儘管NTSB先前提出為D級貨艙裝配感應器和滅火系統，但FAA未能有效推行這項政策，瓦盧杰因此沒有執行。

## 事後
1997年，聯邦法院指控賽博科技沒有妥善處理危險品，沒有為員工提供處理危險品相關培訓，以及製造虛假記錄。兩年後賽博科技被判罰2百萬美元，賠償9百萬美元。
瓦盧杰航空於1996年6月16日被FAA勒令停飛，9月30日復飛，但是公司元氣大傷。1997年，瓦盧杰航空重組為穿越航空，2010年再被併入西南航空。

## 外部連結
- AirDisaster.Com （页面存档备份，存于）
- Aviation Safety Network （页面存档备份，存于）